# Neochrysocharis diastatae
Neochrysocharis diastatae is een vliesvleugelig insect uit de familie Eulophidae. De wetenschappelijke naam is voor het eerst geldig gepubliceerd in 1881 door Howard.